# Postura sobre el cap
La postura sobre el cap o Xirsàssana (en sànscrit: sālamba śīrṣāsana) és una àssana invertida del hatha ioga. És una postura de nivell avançat per què calen haver practicat prèviament unes altres àssanes de nivell bàsic i intermedi.

## Etimologia i origen
Les paraules en sànscrit sālamba śīrṣāsana signifiquen 'postura recolzada sobre el cap':
- Salamba (en sànscrit: sālamba), que significa 'secundat'
- Sirsa (en sànscrit: śīrṣā), que significa 'cap'
- Assana (en sànscrit: āsana), que significa 'postura'

### Origen
El nom śīrṣāsana és relativament recent; la postura en si és molt més antiga, però era coneguda per altres noms. Igual que altres inversions, es practicava com Viparita Karani, i és descrita com un mudra en el llibre del segle xv  Hatha Ioga Pradipika i en altres textos clàssics sobre haṭha ioga. En el Yogaśāstra del segle  de Jemachandra, aquest l'anomena duryodhanāsana ('posa de Duryodhana') o kapālīkarana ('tècnica del crani'), mentre que el <i id="mwNw">Haṭha Ioga Pradīpikā</i> en el segle xi el designa per kapālī āsana, postura del cap; és la número 17 del total de 84 àssanes que s'hi descriu i il·lustra. No obstant això, el llibre Sritattvanidhi del segle xix usa els noms śīrṣāsana i kapālāsana. El Malla Purana, un manual del segle xiii per a lluitadors, anomena, però no descriu 18 asanas, inclosa śīrṣāsana.
El 2006 es va publicar un estudi a Chennai, l'Índia, amb 75 persones per a determinar si existeix una correlació entre la pràctica d'aquesta àssana i la hipertensió ocular o no es va trobar en cap grup de mostratge.
Un estudi del 2017 a Taiwan es va realitzar per a verificar si existien diferències en la distribució de força en les articulacions del coll i els colzes entre dones i homes en executar la postura. No es van trobar diferències significatives.
Un estudi del 2019 va concloure que la posició no augmenta la circulació sanguínia en el cervell.

## Contraindicacions
És una postura contraindicada per a principiants pels diversos problemes físics que pot causar a curt, mitjà i llarg termini. Es desaconsella la postura en cas de pressió arterial alta, palpitacions del cor, glaucoma, durant la menstruació o hèrnia de hiat.